# Vụ không tặc trên cánh đồng Dawson
Vào tháng 9 năm 1970, những thành viên của Mặt trận Bình dân Giải phóng Palestine (PFLP) đã cướp 4 máy bay chở khách đi đến thành phố New York và London. Ba máy bay đã buộc phải hạ cánh tại cánh đồng Dawson, một cánh đồng sa mạc xa xôi gần Zarqa, Jordan, trước đây là trạm Không quân Hoàng gia Zerqa, sau đó trở thành 'Sân bay Cách mạng' của PFLP. Đến cuối vụ việc, một tên không tặc đã bị giết và một người bị thương. Đây là trường hợp thứ hai của vụ cướp máy bay hàng loạt, sau một cuộc trốn thoát khỏi Tiệp Khắc cộng sản vào năm 1950.
Vào ngày 6 tháng 9, Chuyến bay 741 của TWA từ Frankfurt (một chiếc Boeing 707) và Chuyến bay 100 của Swissair từ Zürich (một chiếc Douglas DC-8) đã buộc phải hạ cánh xuống cánh đồng Dawson. Cùng ngày, vụ cướp Chuyến bay 219 của El Al từ Amsterdam (chiếc 707 khác) đã bị phá hủy: tên không tặc Patrick Argüello bị bắn chết và đối tác của hắn là Leila Khaled bị khuất phục và giao nộp cho chính quyền Anh ở London. Hai tên không tặc PFLP đã bị ngăn không cho lên máy bay El Al, đã bị cướp thay vì Chuyến bay 93 của Pan Am (một chiếc Boeing 747), chuyển hướng chiếc máy bay lớn trước tiên đến Beirut và sau đó đến Cairo, thay vì đến cánh đồng Dawson của Jordan. Vào ngày 9 tháng 9, một chiếc máy bay thứ 5, Chuyến bay 775 của BOAC, một chiếc Vickers VC10-1151 đến từ Bahrain, đã bị một người ủng hộ PFLP chiếm quyền điều khiển và đưa đến cánh đồng Dawson để gây áp lực buộc người Anh phải giải phóng Khaled.
Trong khi phần lớn trong số 310 con tin được chuyển đến Amman và được trả tự do vào ngày 11 tháng 9, PFLP đã cách ly các phi hành đoàn chuyến bay và hành khách Do Thái, giữ 56 con tin Do Thái bị giam giữ, trong khi thả những người không phải là người Do Thái. sáu con tin đặc biệt được giữ vì họ là đàn ông và công dân Mỹ, không nhất thiết là người Do Thái: Robert Norman Schwartz, một nhà nghiên cứu của Bộ Quốc phòng Hoa Kỳ đóng quân tại Thái Lan; James Lee Woods, trợ lý và chi tiết bảo mật của Schwartz; Gerald Berkowitz, một người Do Thái gốc Hoa và giáo sư hóa học đại học; Giáo sĩ Do Thái Abraham Harrari-Raful và anh trai Rabbi Joseph Harrari-Raful, hai giáo viên trường Brooklyn; và John Hollingsworth, một nhân viên Bộ Ngoại giao Hoa Kỳ. Schwartz, có cha là người Do Thái, là một người cải đạo sang Công giáo. Vào ngày 12 tháng 9, trước thời hạn được công bố, PFLP đã sử dụng chất nổ để phá hủy các máy bay trống, vì họ dự đoán sẽ có một cuộc phản công.
Việc khai thác lãnh thổ Jordan của PFLP là một ví dụ về hoạt động ngày càng tự trị của người Ả Rập ở Vương quốc Jordan  - một thách thức nghiêm trọng đối với chế độ quân chủ Hashemite của vua Hussein. Hussein đã tuyên bố thiết quân luật vào ngày 16 tháng 9 và từ ngày 17 đến 27 tháng 9, các lực lượng của ông đã triển khai vào các khu vực do người Palestine kiểm soát ở vùng được gọi là Tháng Chín Đen ở Jordan, gần như gây ra một cuộc chiến khu vực liên quan đến Syria, Iraq và Israel.
Tuy nhiên, một chiến thắng nhanh chóng của Jordan đã cho phép một thỏa thuận 30 tháng 9, trong đó các con tin PFLP còn lại được thả ra để đổi lấy Khaled và 3 thành viên PFLP trong một nhà tù Thụy Sĩ.

## Không tặc

### Chuyến bay 219 của El Al
Chuyến bay 219 của El Al (một chiếc Boeing 707, đăng ký 4X-ATB cócất cánh từ Tel Aviv, Israel và được bay đến thành phố New York. Có 138 hành khách và 10 thành viên phi hành đoàn trên máy bay. Dừng chân ở Amsterdam, Hà Lan và bị tấn công bởi Patrick Argüello, một người Mỹ gốc Nicaragua và Leila Khaled, người Palestine.
Kế hoạch ban đầu là có bốn tên không tặc trên chuyến bay này, nhưng hai người đã bị ngăn chặn lên máy bay ở Amsterdam bởi an ninh của Israel, hai kẻ âm mưu này, đi theo hộ chiếu Senegal với mã số liên tiếp, đã bị ngăn không cho bay vào El Al vào ngày 6 tháng 9. Họ đã mua vé hạng nhất trên chuyến bay 93 của Pan Am và thay vào đó chiếm quyền điều khiển chuyến bay đó.
Đóng giả như một cặp vợ chồng, Argüello và Khaled lên máy bay bằng hộ chiếu đã thông qua kiểm tra an ninh hành lý của họ và ngồi ở hàng ghế thứ hai của lớp khách du lịch. Khi máy bay đang đến gần bờ biển Anh, họ rút súng và lựu đạn và tiếp cận buồng lái, yêu cầu lối vào. Theo Khaled, trong một cuộc phỏng vấn năm 2000,
"Vì vậy, nửa giờ (sau khi cất cánh) chúng tôi phải di chuyển. Chúng tôi đứng dậy. Tôi có hai quả lựu đạn và tôi cho mọi người thấy tôi đang lấy ghim ra bằng răng. Patrick đứng dậy. Chúng tôi nghe thấy bắn chỉ trong cùng một phút và khi chúng tôi vượt qua lớp đầu tiên, mọi người la hét nhưng tôi không thấy ai đang bắn vì nó ở đằng sau chúng tôi. Vì vậy, Patrick nói với tôi rằng 'hãy tiến lên tôi bảo vệ lưng của bạn. Vì vậy, tôi đã đi và sau đó anh ta tìm thấy một nữ tiếp viên và cô ấy sẽ bắt tôi vòng qua chân. Vì vậy, tôi vội vã, với tới buồng lái, nó đã bị đóng cửa. Vì vậy, tôi đã hét lên 'mở cửa'. Sau đó, nữ tiếp viên đến, cô ấy nói 'cô ấy có hai quả lựu đạn', nhưng họ không mở (cửa buồng lái) và đột nhiên tôi đe dọa sẽ làm nổ tung máy bay. Tôi đang nói 'Tôi sẽ đếm và nếu không mở, tôi sẽ làm nổ tung máy bay."

Sau khi được thông báo bởi hệ thống liên lạc rằng một vụ cướp đang diễn ra, cơ trưởng Uri Bar Lev đã quyết định không tham gia vào yêu cầu của họ:
"Tôi quyết định rằng chúng tôi sẽ không bị tấn công. Anh chàng an ninh đang ngồi đây sẵn sàng để nhảy. Tôi nói với anh ta rằng tôi sẽ đặt máy bay ở chế độ G. âm. Mọi người sẽ ngã. Khi bạn đặt máy bay vào âm, nó giống như đang ở trong thang máy rơi xuống. Thay vì máy bay bay theo cách này, nó lặn và mọi người đang đứng rơi xuống. "
Bar Lev đưa máy bay vào một mũi dốc đứng khiến hai tên không tặc mất thăng bằng. Argüello đã ném quả lựu đạn duy nhất của mình xuống lối đi của máy bay, nhưng nó không nổ, và hắn bị một hành khách đánh vào đầu bằng một chai rượu whisky sau khi hắn rút khẩu súng lục ra. Argüello bắn tiếp viên Shlomo Vider và theo các hành khách và nhân viên an ninh Israel, sau đó đã bị một nguyên soái không quân bắn chết. Đồng phạm của hắn, Khaled bị khuất phục bởi an ninh và hành khách, trong khi máy bay hạ cánh khẩn cấp xuống sân bay Heathrow ở London; sau đó cô tuyên bố rằng Argüello đã bị bắn 4 phát vào lưng sau khi hắn và Khaled không thể cướp máy bay. Vider đã trải qua phẫu thuật khẩn cấp và hồi phục vết thương; Argüello chết trong xe cứu thương khi đưa cả hắn và Khaled đến Bệnh viện Hillingdon. Khaled sau đó đã bị cảnh sát Anh bắt giữ vì tội không tặc.

#### Quốc tịch những người trên chuyến bay 219
| Quốc tịch | Hành khách | Phi hành đoàn | Tổng cộng |
| --------- | ---------- | ------------- | --------- |
| Israel    | 118        | 10            | 128       |
| Hà Lan    | 10         | 0             | 10        |
| Hoa Kỳ    | 9          | 0             | 9         |
| Canada    | 1          | 0             | 1         |
| Tổng cộng | 138        | 10            | 148       |

### Chuyến bay 741 của TWA
Chuyến bay 741 của TWA (một chiếc Boeing 707, đăng ký N8715T) là chuyến bay vòng quanh thế giới chở 144 hành khách và 11 thành viên phi hành đoàn. Chuyến bay trong ngày này đã bay từ Tel Aviv đến Athens, Frankfurt am Main, Đức, sau đó đến Thành phố New York, và đã bị không tặc khi đến Bỉ trên chặng Frankfurt-New York. Rudi Swinkles, một hành khách trên TWA 741, nhớ lại: "Tôi nhìn thấy một hành khách chạy về phía buồng lái. Tôi đuổi theo hắn ta, và khi hắn đến lớp đầu tiên đến buồng lái, anh quay lại, có một khẩu súng trong tay hắn và chĩa súng về phía tôi và nói: 'Quay lại, quay lại. Vì vậy, ngay lập tức, tôi bay đằng sau vách ngăn hạng nhất vách ngăn, và tôi đã trốn đằng sau nó, ở đây."
TWA 741 hạ cánh tại cánh đồng Dawson ở Jordan lúc 18:45 chiều giờ địa phương.
Những kẻ không tặc đã giành quyền kiểm soát buồng lái và một phụ nữ tuyên bố: "Đây là cơ trưởng. Chuyến bay này đã được Mặt trận Giải phóng Palestine tiếp quản. Chúng tôi sẽ đưa bạn đến một đất nước thân thiện với những người thân thiện."
Yitzchok Hutner và Tova Kahn và các con của cô cũng có mặt trên máy bay.

#### Quốc tịch những người trên chuyến bay 741
| Quốc tịch | Hành khách | Phi hành đoàn | Tổng cộng |
| --------- | ---------- | ------------- | --------- |
| Tây Đức   | 16         | 2             | 18        |
| Hy Lạp    | 2          | 0             | 2         |
| Israel    | 55         | 0             | 55        |
| Ấn Độ     | 3          | 0             | 3         |
| Ý         | 1          | 0             | 1         |
| Hà Lan    | 1          | 0             | 1         |
| Anh       | 18         | 0             | 18        |
| Hoa Kỳ    | 51         | 9             | 60        |
| Tổng cộng | 114        | 11            | 155       |

### Chuyến bay 100 của Swissair
Chuyến bay 100 của Swissair (một chiếc Douglas DC-8-53, đăng ký HB-IDD, tên Nidwalden) được chế tạo năm 1963 đang chở 143 hành khách và 12 phi hành đoàn từ sân bay Zürich-Kloten, Thụy Sĩ, đến New York JFK. Máy bay đã bị không tặc tấn công ở Pháp vài phút sau chuyến bay TWA 741. Một đôi nam nữ đã chiếm giữ chiếc máy bay, một trong số họ có khẩu súng lục bạc. Một thông báo đã được đưa ra trên hệ thống liên lạc rằng máy bay đã bị PFLP chiếm giữ khi nó được chuyển đến cánh đồng Dawson, tăng số con tin lên 306.

#### Quốc tịch những người trên chuyến bay 100
| Quốc tịch | Hành khách | Phi hành đoàn | Tổng cộng |
| --------- | ---------- | ------------- | --------- |
| Pháp      | 3          | 0             | 3         |
| Tây Đức   | 25         | 0             | 25        |
| Israel    | 20         | 0             | 20        |
| Thụy Sỹ   | 57         | 10            | 67        |
| Hoa Kỳ    | 26         | 0             | 26        |
| Khác      | 2          | 2             | 4         |
| Tổng cộng | 145        | 12            | 157       |

### Chuyến bay 93 của Pan Am
Chuyến bay 93 của Pan Am (một chiếc Boeing 747, sê-ri 19656/34, đăng ký N752PA, tên Clipper Fortune) đang chở 152 hành khách và 17 phi hành đoàn, trong đó 85 là công dân Hoa Kỳ. Chuyến bay từ Brussels, Bỉ, đến New York, với một điểm dừng ở Amsterdam. Hai tên không tặc đã lên chuyến bay 93 từ chuyến bay 291 và cướp chuyến bay này như một mục tiêu của cơ hội. Giám đốc chuyến bay John Ferruggio nhớ lại,
"Chúng tôi đã sẵn sàng cất cánh ở Amsterdam và máy bay dừng đột ngột ở giữa đường băng. Và cơ trưởng Priddy gọi tôi lên buồng lái và nói: 'Tôi muốn nói chuyện với bạn. Tôi đi lên buồng lái và anh ta nói: 'Chúng tôi có hai hành khách tên là Diop và Gueye.' Anh ta nói: 'Đi xuống và cố gắng tìm chúng trong bảng kê khai, bởi vì tôi muốn có một lời với họ.'... Vì vậy, Đại úy Priddy đã đặt họ xuống hai ghế này ở đây. Anh ta đưa cho họ một cái vỗ nhẹ khá tốt. Họ có một thùng xốp ở khu vực háng nơi họ mang theo lựu đạn và súng ngắn 25 Cal. phát hiện ra nhiều sau đó. "
Chiếc máy bay đầu tiên hạ cánh ở Beirut, nơi nó tiếp nhiên liệu và nhặt được một số cộng sự của những tên không tặc, cùng với đủ chất nổ để phá hủy toàn bộ máy bay. Sau đó, nó đã hạ cánh ở Cairo sau khi không chắc chắn liệu cánh đồng Dawson có thể xử lý kích thước của máy bay phản lực khổng lồ Boeing 747 mới tinh hay không. Giám đốc chuyến bay John Ferruggio, người chỉ huy sơ tán máy bay, được cho là đã cứu hành khách và phi hành đoàn của máy bay. Máy bay bị nổ tung tại Cairo vài giây sau khi hành khách và phi hành đoàn được sơ tán. Đây là tổn thất thân tàu đầu tiên của một chiếc Boeing 747. Một bản ghi âm hướng dẫn hạ cánh của Feruggio cho hành khách được thực hiện bởi một trong số họ và có thể được nghe trong báo cáo của National Public Radio. Những tên không tặc đã bị cảnh sát Ai Cập bắt giữ.

#### Quốc tịch những người trên chuyến bay 93
| Quốc tịch | Hành khách | Phi hành đoàn | Tổng cộng |
| --------- | ---------- | ------------- | --------- |
| Bỉ        | 25         | 0             | 25        |
| Pháp      | 25         | 0             | 25        |
| Tây Đức   | 10         | 0             | 10        |
| Indonesia | 2          | 0             | 2         |
| Israel    | 2          | 0             | 2         |
| Hà Lan    | 35         | 3             | 38        |
| Suriname  | 2          | 0             | 2         |
| Anh       | 2          | 0             | 2         |
| Hoa Kỳ    | 71         | 14            | 85        |
| Tổng cộng | 152        | 17            | 169       |

### Chuyến bay 775 của BOAC
Vào ngày 9 tháng 9, một chiếc máy bay thứ năm, Chuyến bay 775 của BOAC, một chiếc Vickers VC10 (đăng ký G-ASGN), từ Bombay (nay là Mumbai) đến London qua Bahrain và Beirut đã bị cướp sau khi rời Bahrain và buộc phải hạ cánh tại cánh đồng Dawson. Đây là vụ không tặc của một người đồng tình với PFLP, người muốn gây ảnh hưởng đến chính phủ Anh để giải phóng Leila Khaled.
Cảnh quay máy bay cất cánh từ Beirut hạ cánh tại cánh đồng Dawson nằm trong kho lưu trữ của Pathe News.

#### Quốc tịch những người trên chuyến bay 775

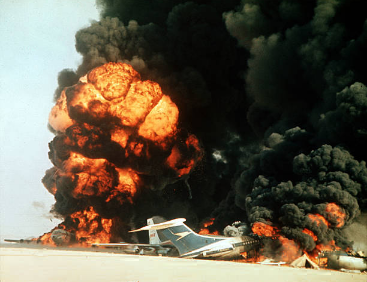
Chiếc Vicker VC-10 của BOAC bị nổ tung ngày 12 tháng 9 năm 1970

| Quốc tịch | Hành khách | Phi hành đoàn | Tổng cộng |
| --------- | ---------- | ------------- | --------- |
| Albania   | 5          | 0             | 5         |
| Đan Mạch  | 15         | 0             | 15        |
| Pháp      | 25         | 0             | 25        |
| Tây Đức   | 5          | 0             | 5         |
| Ấn Độ     | 4          | 0             | 4         |
| Anh       | 25         | 9             | 34        |
| Hoa Kỳ    | 21         | 0             | 21        |
| Tổng cộng | 105        | 9             | 114       |

## Con tin

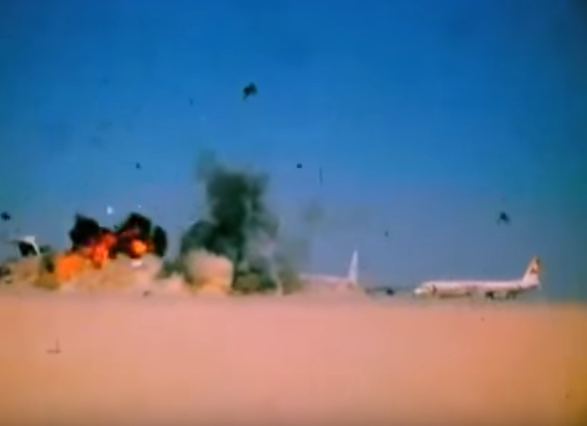
Chiếc Vicker VC-10 của BOAC bị nổ tung trước báo chí quốc tế vào ngày 12 tháng 9 năm 1970

Những hành khách giấu tên sau đó kể lại những ngày họ làm con tin.
Diễn giả không rõ 1: "Tôi đã bị người Ả Rập bắt giữ làm con tin trước máy bay. Họ không tin rằng tôi là công dân Mỹ, vì họ nhìn thấy hộ chiếu của tôi rằng tôi đã ở Israel hai tuần trước. Họ nghĩ rằng tôi đã kết nối với quân đội Israel, và tôi đã bị giữ ở vị trí xạ thủ trước máy bay."
Diễn giả không rõ 2: "Chà, sau đó họ được thông báo rằng chúng tôi đã bị tấn công đến Beirut, mà chúng tôi, ban đầu chúng tôi là, và mọi người phải giữ bình tĩnh và làm đúng những gì họ nói."
Diễn giả không rõ 3: "Tôi hạ cánh xuống sân bay, chúng tôi xuống xe và họ nói với cơ trưởng rằng chúng tôi có ba phút để sơ tán; nhưng tôi không nghĩ vẫn còn một vài người trên máy bay khi họ thổi, họ đã thổi phần phía trước của máy bay lên. Họ có thuốc nổ ở khắp phía trước và phía sau máy bay. Họ đã mang theo 20 kg chất nổ nhựa hoặc một thứ gì đó ở Beirut. "

## Ngày ở sa mạc

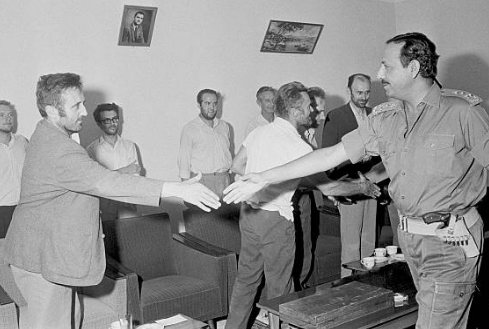
Tham mưu trưởng Quân đội Jordan Zaid ibn Shaker (phải) kiểm tra các con tin được giải thoát, ngày 25 tháng 9 năm 1970.

Ngày 7 tháng 9 năm 1970, những tên không tặc đã tổ chức một cuộc họp báo cho 60 thành viên của các phương tiện truyền thông đã tìm đường đến cái được gọi là "Sân bay Cách mạng". Khoảng 125 con tin đã được chuyển đến Amman, trong khi các công dân Mỹ, Israel, Thụy Sỹ và Tây Đức đang bị giữ trên các máy bay. Hành khách Do Thái cũng được tổ chức. Hành khách Rivke Berkowitz của New York, được phỏng vấn năm 2006, nhớ lại: "Những kẻ không tặc đã đi khắp nơi hỏi mọi người về tôn giáo của họ, và tôi nói tôi là người Do Thái." Một con tin người Do Thái khác, Barbara Mensch, 16 tuổi (em gái của Peter Mensch và chị dâu của cựu nghị sĩ Anh Louise Mensch), được cho biết cô là "tù nhân chính trị".
Khi các nhóm hành khách và phi hành đoàn còn lại được tập hợp trên cát trước truyền thông, các thành viên của PFLP, trong đó có Bassam Abu Sharif, đã đưa ra tuyên bố với báo chí. Sharif tuyên bố rằng mục tiêu của các vụ không tặc là "để giải thoát tất cả các tù nhân chính trị của chúng tôi bị bỏ tù ở Israel để đổi lấy con tin."

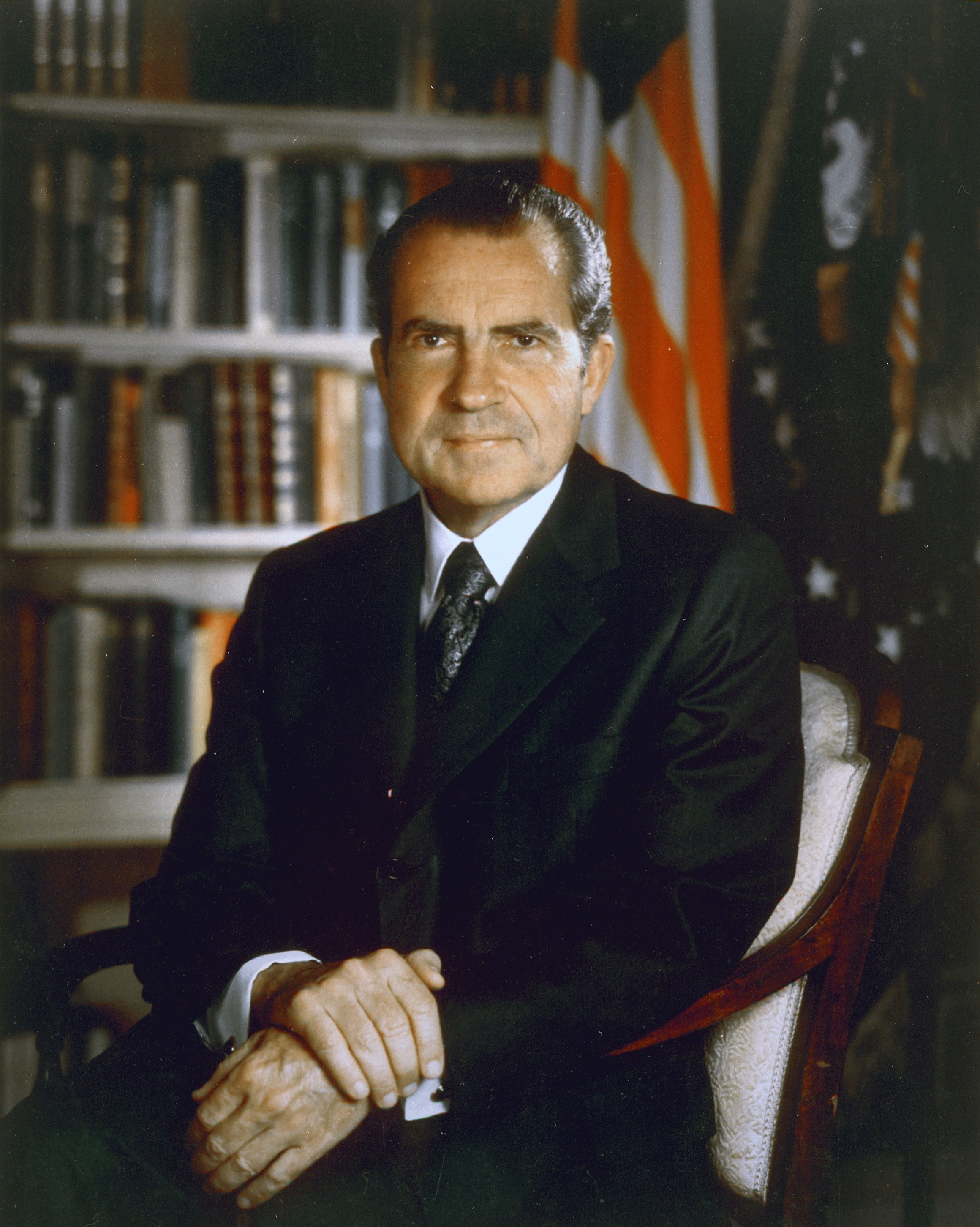
Tổng thống Hoa Kỳ Richard Nixon khuyên một phản ứng quân sự trực tiếp đối với vụ không tặc.

Tại Hoa Kỳ, Tổng thống Richard Nixon đã gặp các cố vấn của mình vào ngày 8 tháng 9 và ra lệnh cho Bộ trưởng Quốc phòng Hoa Kỳ Melvin Laird ném bom các vị trí PFLP ở Jordan. Laird từ chối với lý do thời tiết không thuận lợi, và ý tưởng đã bị loại bỏ. Airborne Division lần thứ 82 đã được đặt trong tình trạng báo, Hạm đội thứ sáu được đưa ra biển, và máy bay quân sự đã được gửi đến Thổ Nhĩ Kỳ để chuẩn bị cho một cuộc tấn công quân sự có thể.

Ngược lại, Thủ tướng Anh Edward Heath quyết định đàm phán với những tên không tặc, cuối cùng đồng ý thả Khaled và những người khác để đổi lấy con tin. Điều này đã bị Hoa Kỳ phản đối gay gắt:
"Căng thẳng giữa London và Washington được thể hiện qua cuộc đối thoại qua điện thoại cay đắng giữa quan chức hàng đầu của Bộ Ngoại giao Sir Denis Greenhill và trợ lý cao cấp của Nhà Trắng Joseph Sisco.... 'Tôi nghĩ rằng chính phủ của bạn sẽ cân nhắc rất kỹ về loại phản đối điều đó sẽ xảy ra ở đất nước này chống lại việc bạn thực hiện loại hành động này. Greeoping trả lời: "Chà, họ làm thế, Joe, nhưng cũng có một sự phản đối kịch liệt ở đất nước này", bày tỏ lo ngại rằng 'Israel sẽ không giơ ngón tay đẫm máu và... người của chúng ta bị giết. Bạn có thể tưởng tượng điều đó sẽ tệ đến mức nào Hãy nhìn xem, và nếu tất cả phát hiện ra rằng chúng ta có thể đưa người của chúng ta ra ngoài nhưng vì sự phản đối của bạn và những người khác để nói chuyện.... Ý tôi là mọi người nói, tại sao bạn không thử địa ngục đẫm máu?'"
Ngày 9 tháng 9, Hội đồng Bảo an Liên Hợp Quốc yêu cầu thả hành khách, trong Nghị quyết 286. Ngày hôm sau, cuộc chiến giữa lực lượng PFLP và Jordan nổ ra ở Amman tại khách sạn Liên lục địa, nơi 125 phụ nữ và trẻ em đang bị PFLP giữ, và Vương quốc dường như đứng trước cuộc nội chiến toàn diện. Việc phá hủy máy bay vào ngày 12 tháng 9 đã làm nổi bật sự bất lực của chính phủ Jordan tại các khu vực do người Palestine kiểm soát và người Palestine tuyên bố thành phố Irbid là "lãnh thổ được giải phóng", trong một thách thức trực tiếp đối với sự cai trị của Hussein.
Vào ngày 13 tháng 9, BBC World Service đã phát đi một thông báo của chính phủ bằng tiếng Ả Rập nói rằng Vương quốc Anh sẽ thả Khaled để đổi lấy con tin.
Theo Ngoại trưởng Hoa Kỳ Henry Kissinger: "Tại thời điểm này, cho dù vì các biện pháp sẵn sàng, Mỹ đã mang lại cho Vua Hussein một bước tiến tâm lý hay vì ông ta đang đạt đến điểm tuyệt vọng, Hussein đã quyết tâm đối đầu với tất cả người liên bang. "
Làm phức tạp cuộc khủng hoảng quốc tế là việc Syria và Iraq, có liên kết với Liên Xô, đã đe dọa sẽ can thiệp thay mặt các nhóm Palestine trong bất kỳ cuộc đối đầu nào với Vương quốc Jordan. Theo các tài liệu của Anh được giải mật theo "quy tắc ba mươi năm", một vị vua lo lắng Hussein đã yêu cầu Vương quốc Anh và Hoa Kỳ chuyển yêu cầu tới Israel đánh bom quân đội Syria nếu họ vào Jordan để hỗ trợ người Palestine. Khi một chiếc xe tăng Syria vượt qua biên giới, máy bay Israel đã bao vây khu vực này trong cảnh báo.

## Giải quyết và hậu quả
Vua Hussein tuyên bố thiết quân luật vào ngày 16 tháng 9 và khởi xướng các hành động quân sự sau này được gọi là cuộc xung đột Tháng Chín Đen. Con tin David Raab mô tả các hành động quân sự của Jordan:
"Chúng tôi đang ở giữa cuộc pháo kích kể từ khi Ashrafiyeh nằm trong số các mục tiêu chính của Quân đội Jordan. Điện bị cắt, và một lần nữa chúng tôi có ít thức ăn hoặc nước. Chiều thứ sáu, chúng tôi nghe thấy tiếng kim loại của một chiếc xe tăng bám trên vỉa hè. nhanh chóng bị dồn vào một căn phòng, và những người du kích đã mở tung cánh cửa để khiến tòa nhà dường như bị bỏ hoang để nó không thu hút lửa. Đột nhiên, cuộc pháo kích dừng lại." 
2 tuần sau khi bắt đầu cuộc khủng hoảng, những con tin còn lại đã được phục hồi từ các địa điểm quanh Amman và đổi lấy Leila Khaled và một số tù nhân PFLP khác.Các con tin đã bay đến đảo Síp và sau đó đến sân bay Leonardo da Vinci của Rome, nơi vào ngày 28 tháng 9, họ đã gặp Tổng thống Nixon, người đang thực hiện chuyến thăm cấp Nhà nước tới Ý và Vatican.  Nói chuyện với các phóng viên ngày hôm đó, Nixon lưu ý rằng ông đã nói với những tù nhân được thả ra rằng
"[A] là kết quả của những gì họ đã trải qua... khả năng giảm các vụ không tặc trong tương lai đã tăng lên đáng kể, bởi vì cộng đồng quốc tế đã phẫn nộ vì những sự cố này. Bây giờ chúng tôi không chỉ huy động những người bảo vệ trên máy bay của chúng tôi, nhưng chúng tôi đang phát triển các cơ sở... với mục đích thấy rằng những người có thể là những tên không tặc tiềm năng không được lên máy bay bằng vũ khí hoặc vật liệu nổ." 
Trong cuộc khủng hoảng, vào ngày 11 tháng 9, Tổng thống Nixon đã khởi xướng một chương trình để giải quyết vấn đề "vi phạm bản quyền trên không", bao gồm cả việc ra mắt ngay lập tức một nhóm 100 đặc vụ liên bang để bắt đầu làm nguyên soái vũ trang trên các chuyến bay của Mỹ. Tuyên bố của Nixon chỉ ra thêm rằng Bộ Quốc phòng và Giao thông Hoa Kỳ sẽ xác định liệu các thiết bị X-quang sau đó có sẵn cho quân đội có thể được chuyển sang phục vụ dân sự hay không.
PFLP chính thức từ chối chiến thuật cướp máy bay vài năm sau đó, mặc dù một số thành viên và nhóm phụ của nó tiếp tục cướp máy bay và thực hiện các hoạt động bạo lực khác.

## Phim tài liệu
Năm 2006, Ilan Ziv đã mô tả vụ không tặc cánh đồng Dawson trong Hijacked, một tập phim dài một giờ trong chương trình American Experience của PBS, do ông viết và đạo diễn và được phát sóng vào ngày 26 tháng 2 năm 2006. Ziv bao gồm các cảnh quay lưu trữ về các sự kiện và phỏng vấn những kẻ không tặc, con tin, thành viên của các phương tiện truyền thông, và các chính trị gia.